# Giovanni Battista Pamphili, II principe di San Martino al Cimino e Valmontone
Giovanni Battista Pamphili, II principe di San Martino al Cimino e Valmontone (Roma, 24 giugno 1648 – Roma, 7 novembre 1709), è stato un principe italiano.

## Biografia
Nato a Roma il 24 giugno 1648, Giovanni Battista era figlio primogenito di Camillo Francesco Maria Pamphili, I principe di San Martino al Cimino e Valmontone e di sua moglie, Olimpia Aldobrandini. Suo prozio paterno era papa Innocenzo X (1644-1655), al secolo Giovanni Battista Pamphili, da cui appunto egli prese il nome di battesimo. Suo fratello fu Benedetto Pamphilj, futuro cardinale. La madre, imparentata con papa Clemente VIII, era erede della ricca famiglia dei principi Aldobrandini e fece confluire i suoi titoli tra quelli dei Pamphili.
Alla morte di suo padre nel 1666, ancora giovanissimo, ereditò i titoli e i possedimenti della sua casata col titolo di principe. Acquistò successivamente il feudo di Carpineto Romano a cui appoggiò il titolo di duca.
Mecenate delle arti ed in particolare della musica, presso la propria corte riunì i principali talenti musicali romani del suo tempo. In campo artistico, giovanissimo nel 1652 ebbe l'onore di deporre la prima pietra per la costruzione della Chiesa di Sant'Agnese in Agone a Roma, di patrocinio della famiglia Pamphili, che poi portò a compimento dopo la morte di suo padre ed inaugurò solennemente il 17 gennaio 1672. Curò inoltre il restauro della Chiesa di San Pietro in Vincoli.
La moglie, Violante Facchinetti, erede delle fortune della sua casata, fece trasferire buona parte della collezione d'arte accumulata dalla sua famiglia nella nativa Bologna a Roma, presso palazzo Pamphili, andando così a costituire il primo nucleo della vasta collezione di opere accumulate dalla famiglia romana. Giovanni Battista fu patrono del pittore Giovan Battista Gaulli detto il Baciccia.
Morì a Roma il 7 novembre 1709.

## Matrimonio e discendenza
Giovanni Battista sposò a Roma, il 17 luglio 1671, Violante (26 luglio 1649-24 maggio 1716), figlia di Innocenzo Facchinetti, Marchese di Vianino, parente di papa Innocenzo IX. Da questo matrimonio nacquero:
- Innocenzo (5 novembre 1673-1695), poeta arcade
- Camillo Filippo (13 giugno 1675-1747), III principe di San Martino al Cimino e Valmontone, sposò Teresa dei Marchesi Grillo
- Benedetto (1676-?), morto in tenera età
- Girolamo (1º gennaio 1678-1760), sposò in prime nozze Isabella Conti ed in seconde nozze Olimpia Caffarelli
- Olimpia (15 novembre 1678-1731), sposò Filippo II Colonna, principe di Paliano

## Albero genealogico
|                                                                                    |                                                   |                                  | Genitori                           |  |  | Nonni |  |  | Bisnonni        |  |  | Trisnonni          |  |
|                                                                                    |                                                   |                                  |                                    |  |  |       |  |  | Camillo Pamfili |  |  | Pamphilio Pamphili |  |
|                                                                                    |                                                   |                                  |                                    |  |  |       |  |  | Camillo Pamfili |  |  | Pamphilio Pamphili |  |
|                                                                                    |                                                   | Orazia Mattei                    |                                    |  |  |       |  |  | Camillo Pamfili |  |  |                    |  |
| Pamphilio Pamphili                                                                 |                                                   |                                  |                                    |  |  |       |  |  | Camillo Pamfili |  |  |                    |  |
|                                                                                    |                                                   | Flaminia Cancellieri del Bufalo  | Fulvio Cancellieri del Bufalo      |  |  |       |  |  |                 |  |  |                    |  |
|                                                                                    |                                                   | Flaminia Cancellieri del Bufalo  | Fulvio Cancellieri del Bufalo      |  |  |       |  |  |                 |  |  |                    |  |
|                                                                                    |                                                   | Flaminia Cancellieri del Bufalo  | Antonia Serlupi                    |  |  |       |  |  |                 |  |  |                    |  |
| Camillo Francesco Maria Pamphili, I principe di San Martino al Cimino e Valmontone |                                                   | Flaminia Cancellieri del Bufalo  |                                    |  |  |       |  |  |                 |  |  |                    |  |
|                                                                                    |                                                   | Sforza Maidalchini               | Andrea Maidalchini                 |  |  |       |  |  |                 |  |  |                    |  |
|                                                                                    |                                                   | Sforza Maidalchini               | Andrea Maidalchini                 |  |  |       |  |  |                 |  |  |                    |  |
|                                                                                    |                                                   | Sforza Maidalchini               | …                                  |  |  |       |  |  |                 |  |  |                    |  |
| Olimpia Maidalchini                                                                |                                                   | Sforza Maidalchini               |                                    |  |  |       |  |  |                 |  |  |                    |  |
|                                                                                    |                                                   | Vittoria Gualtiero               | Giulio Gualtiero                   |  |  |       |  |  |                 |  |  |                    |  |
|                                                                                    |                                                   | Vittoria Gualtiero               | Giulio Gualtiero                   |  |  |       |  |  |                 |  |  |                    |  |
|                                                                                    |                                                   | Vittoria Gualtiero               | Giulia Gherardi                    |  |  |       |  |  |                 |  |  |                    |  |
| Giovanni Battista Pamphili, II principe di San Martino al Cimino e Valmontone      |                                                   | Vittoria Gualtiero               |                                    |  |  |       |  |  |                 |  |  |                    |  |
|                                                                                    | Gianfrancesco Aldobrandini, I principe di Meldola | Giorgio Aldobrandini             |                                    |  |  |       |  |  |                 |  |  |                    |  |
|                                                                                    | Gianfrancesco Aldobrandini, I principe di Meldola | Giorgio Aldobrandini             |                                    |  |  |       |  |  |                 |  |  |                    |  |
|                                                                                    | Gianfrancesco Aldobrandini, I principe di Meldola | Margherita dal Corno             |                                    |  |  |       |  |  |                 |  |  |                    |  |
| Giorgio Aldobrandini, I principe di Rossano                                        | Gianfrancesco Aldobrandini, I principe di Meldola |                                  |                                    |  |  |       |  |  |                 |  |  |                    |  |
|                                                                                    |                                                   | Olimpia Aldobrandini             | Pietro Aldobrandini                |  |  |       |  |  |                 |  |  |                    |  |
|                                                                                    |                                                   | Olimpia Aldobrandini             | Pietro Aldobrandini                |  |  |       |  |  |                 |  |  |                    |  |
|                                                                                    |                                                   | Olimpia Aldobrandini             | Flaminia Ferracci                  |  |  |       |  |  |                 |  |  |                    |  |
| Olimpia Aldobrandini                                                               |                                                   | Olimpia Aldobrandini             |                                    |  |  |       |  |  |                 |  |  |                    |  |
|                                                                                    |                                                   | Orazio Ludovisi, I duca di Fiano | Pompeo Ludovisi, conte di Samoggia |  |  |       |  |  |                 |  |  |                    |  |
|                                                                                    |                                                   | Orazio Ludovisi, I duca di Fiano | Pompeo Ludovisi, conte di Samoggia |  |  |       |  |  |                 |  |  |                    |  |
|                                                                                    |                                                   | Orazio Ludovisi, I duca di Fiano | Camilla Bianchini                  |  |  |       |  |  |                 |  |  |                    |  |
| Ippolita Ludovisi                                                                  |                                                   | Orazio Ludovisi, I duca di Fiano |                                    |  |  |       |  |  |                 |  |  |                    |  |
|                                                                                    |                                                   | Lavinia Albergati                | Fabio Albergati                    |  |  |       |  |  |                 |  |  |                    |  |
|                                                                                    |                                                   | Lavinia Albergati                | Fabio Albergati                    |  |  |       |  |  |                 |  |  |                    |  |
|                                                                                    |                                                   | Lavinia Albergati                | Flaminia Bentivoglio               |  |  |       |  |  |                 |  |  |                    |  |
|                                                                                    |                                                   | Lavinia Albergati                |                                    |  |  |       |  |  |                 |  |  |                    |  |